# NGC 2761
NGC 2761 is een spiraalvormig sterrenstelsel in het sterrenbeeld Kreeft. Het hemelobject werd op 29 maart 1865 ontdekt door de Duitse astronoom Albert Marth.

## Synoniemen
- MCG 3-23-41
- ZWG 91.1
- ZWG 90.77
- KARA 302
- IRAS09047+1838
- PGC 25638